# Karaops julianneae
Espèce
Karaops julianneae est une espèce d'araignées aranéomorphes de la famille des Selenopidae.

## Distribution
Cette espèce est endémique du Mid West en Australie-Occidentale,. Elle se rencontre vers Lorna Glen.

## Description
La femelle holotype mesure 6,54 mm.

## Étymologie
Cette espèce est nommée en l'honneur de Julianne M. Waldock.

## Publication originale
- Crews & Harvey, 2011 : The spider family Selenopidae (Arachnida, Araneae) in Australasia and the Oriental region. ZooKeys, no 99, p. 1-103 (texte intégral).